# Círculo de Amigos
A abordagem do Círculo de Amigos é um método desenvolvido para aumentar a socialização e inclusão de uma pessoa com deficiência com seus pares. Um Círculo de Amigos consiste em uma criança "foco", para quem o grupo foi estabelecido, alguns colegas de sala de aula e um facilitador adulto que formam uma rede de apoio para ajudar quem precisa desenvolver amizades e ser acolhida. A maioria dos recursos disponíveis sobre a abordagem do Círculo de Amigos é voltada para seu uso com crianças em idade escolar com várias dificuldades desde isoladas por questões pessoais como timidez até autistas.

## Origem
O Círculo de Amigos foi originalmente desenvolvido na América do Norte para promover a inclusão de pessoas com deficiência e outras dificuldades em suas comunidades locais e em ambientes educacionais convencionais.  No passado, era mais comum que adultos com deficiência fossem confinados a instituições e que alunos com necessidades educacionais especiais fossem educados em escolas separadas.  A abordagem do Círculo de Amigos coincide com uma mudança nas atitudes da sociedade em relação à inclusão de pessoas com deficiência em ambientes convencionais. Pretende-se promover amizades saudáveis e criar e reforçar experiências sociais positivas.
Embora tenha sido desenvolvido na América do Norte, o Círculo de Amigos foi implementado e pesquisado extensivamente no Reino Unido em uma variedade de ambientes e com crianças de idades e dificuldades variadas.  A abordagem é frequentemente usada para crianças com Transtornos do Espectro do Autismo (TEA) porque elas têm problemas para desenvolver habilidades sociais e de comunicação.  Em geral, crianças com problemas emocionais, comportamentais e sociais podem se beneficiar da abordagem porque muitas vezes estão isoladas e não têm grupos de pares. No Reino Unido, a abordagem foi promovida como meio de evitar exclusões, bem como uma forma prática de educação inclusiva por Colin Newton e Derek Wilson, da Inclusive Solutions. Seu treinamento na abordagem foi reconhecido nacionalmente e bem recebido em vários países do Leste Europeu que valorizavam uma abordagem de inclusão que não precisava de recursos de alto custo, pois depende da mobilização do grupo de pares sempre presente.

## Estrutura
No ambiente educacional, existem diretrizes gerais para o estabelecimento de um Círculo de Amigos.
- Estabelecimento de pré-requisitos: Antes de iniciar um Círculo de Amigos, é necessário garantir a cooperação e colaboração do pessoal da escola (por exemplo, diretores, professores) e obter o consentimento dos pais ou responsáveis da criança foco.
- Discussão em classe para estabelecer o Círculo de Amigos: O próximo passo é reunir-se com a classe da criança em foco. A criança em foco consente com esta reunião, mas não participa para que os alunos se sintam à vontade para compartilhar informações. A discussão em classe destina-se a introduzir a ideia de um Círculo de Amigos. Os alunos são incentivados a pensar sobre os benefícios da amizade e a considerar as barreiras à amizade que a criança encontra, além de ter empatia e compartilhar suas próprias experiências com a amizade. Os pontos fortes e as dificuldades da criança em foco são discutidos, e são feitas ligações entre o comportamento da criança em foco e os problemas com os relacionamentos com os pares. Fazer esses links é um primeiro passo importante na solução de problemas. Ao final do encontro, alguns voluntários são procurados para participar do Círculo de Amigos.[2]
- Reunião inicial do Círculo de Amigos: Na reunião inicial do Círculo de Amigos, os detalhes da discussão em classe são resumidos para a criança em foco. As regras básicas para o grupo são então estabelecidas (ou seja, confidencialidade, escuta, busca de ajuda de um adulto quando necessário), bem como um cronograma para as reuniões sociais formando assim um rotina de amizade.[2]
- Reuniões semanais do Círculo de Amigos: Nas reuniões semanais, os colegas desempenham um papel importante para ajudar a criança em foco a estabelecer e atingir metas. Algumas pesquisas sugerem que todas as crianças envolvidas no Círculo de Amigos se beneficiam da experiência e não apenas a criança em foco. Cada vez mais vão se intensificando os laços de amizade podendo a reunião ser um almoço, ou tornar um sorvete, fazer uma atividade que todos gostem, compartilhar sobre um livro que leram ou um filme que assistiram.[2]

Existem versões adaptadas do Círculo de Amigos. Uma versão difere da abordagem original em que a criança foco não está ausente para a reunião de classe inicial.  Outros descreveram as reuniões do Círculo de Amigos ocorrendo diariamente.

## Resultados
Esses são os principais resultados do método.
- aumentar o nível de inclusão de alunos que podem estar atualmente excluídos de grupos de amizades.
- desenvolver as competências sociais e emocionais dos alunos identificados como membros do grupo, por exemplo, a capacidade de ouvir, refletir, avaliar, ter empatia, resolver problemas, compreender, identificar e lidar eficazmente com os sentimentos.
- Aceitação de outros grupos sociais de alunos presentes numa determinada escola ao ver que o aluno incluído, apesar de suas limitações demonstra amizade com aqueles que aprendeu a gostar, percebendo que ele nunca se isolou de propósito e sim por não se sentir aceito.
- Prevenção de bullying.
- Melhor desempenho escolar.

## Modelo social da deficiência
No caso de autistas, o método atende ao modelo social da deficiência, uma vez que busca valorizar as qualidades da pessoa independente de sua deficiência, mostrando a todos que ela pode ser incluída e que pode também pode ser uma ótima amiga.